# Lübeck-Urteil
Das Lübeck-Urteil (auch Lübeck-Entscheidung genannt) ist ein Urteil des Bundesverfassungsgerichts vom 5. Dezember 1956, in dem es um die Zulässigkeit eines Volksbegehrens über die Wiederherstellung der Eigenstaatlichkeit des ehemaligen Landes Lübeck ging. Lübeck war im Jahr 1937, in der Zeit des Nationalsozialismus, zu Schleswig-Holstein gekommen, damals eine preußische Provinz. Ein Verein aus Lübeck hielt dies für nationalsozialistisches Unrecht. Das Gericht erklärte die Klage für unbegründet; der Grundgesetzartikel, auf den sich der Verein berief, habe nur für Gebietsänderungen nach 1945 Geltung.

## Hintergrund
Im Jahr 1815 war die Freie Stadt Lübeck Mitglied im Deutschen Bund geworden; 1867 wurde Lübeck Gliedstaat des Norddeutschen Bundes, der 1871 erweitert und in Deutsches Reich umbenannt wurde. Auch unter der Weimarer Reichsverfassung von 1919 blieb Lübeck als Land Gliedstaat des Deutschen Reiches.
Im NS-Staat verloren die Länder des Deutschen Reichs 1934 durch das Gesetz über den Neuaufbau des Reichs ihre Eigenstaatlichkeit und wurden gleichgeschaltet. Die Länder hatten zwar ihren Staatscharakter verloren, blieben aber als Rechtssubjekte bestehen. Auch Lübeck existierte zunächst als Land fort, wurde aber 1937 durch § 6 des Gesetzes über Groß-Hamburg und andere Gebietsbereinigungen mit Ausnahme seiner im Land Mecklenburg gelegenen Gemeinden Schattin und Utecht dem Freistaat Preußen inkorporiert.

## Der Antrag auf Durchführung eines Volksbegehrens und seine Ablehnung
Nach Ende des Zweiten Weltkriegs und Inkrafttreten des Grundgesetzes für die Bundesrepublik Deutschland wollte der Verein Vaterstädtische Vereinigung Lübeck von 1949 e.V. auf Grundlage des Art. 29 GG in Verbindung mit dem Gesetz über Volksbegehren und Volksentscheid bei Neugliederung des Bundesgebietes nach Artikel 29 Absatz 2 bis 6 des Grundgesetzes vom 23. Dezember 1955 erreichen, dass in den zum ehemaligen Land Lübeck gehörigen Gebieten ein Volksbegehren über die Bildung eines neuen Landes Freie und Hansestadt Lübeck durchgeführt wird. Zu diesem Zweck reichte der Verein am 1. Februar 1956 einen entsprechenden Antrag beim dafür zuständigen Bundesminister des Innern ein. Dieser lehnte jedoch den Antrag noch im selben Monat durch Bescheid ab. Begründet wurde die Ablehnung damit, dass Lübeck bereits 1937 seine Selbständigkeit verloren habe und damit nicht unter die Regelungen des Art. 29 GG falle.

## Beschwerde vor dem Bundesverfassungsgericht
Das Gesetz über Volksbegehren und Volksentscheid bei Neugliederung des Bundesgebietes nach Art. 29 Abs. 2 bis 6 des Grundgesetzes ermöglichte in § 5 Abs. 4 Satz 3, dass gegen abgelehnte Volksbegehren Beschwerde vor dem Bundesverfassungsgericht eingelegt werden konnte. Hiervon machte der Verein mit Schriftsatz vom 24. Februar 1956 Gebrauch und beantragte, den Ablehnungsbescheid aufzuheben und das beantragte Volksbegehren zuzulassen.
Der Verein argumentierte, dass die Inkorporation Lübecks durch § 6 des Groß-Hamburg-Gesetzes als nationalsozialistische Willkürmaßnahme nichtig sei und die Inkorporation Lübecks mit Besetzung der Stadt durch die britische Besatzungsmacht ihre Wirksamkeit verloren habe, Lübeck also seit Anfang Mai 1945 wieder als deutscher Gliedstaat existierte. Durch die Verordnung Nr. 46 der britischen Militärregierung vom 23. August 1946 (ABl. MilReg, S. 305), in der die preußische Provinz Schleswig-Holstein den Status eines Landes bekam und die Lübeck nicht gesondert behandelte, sei das eigenständige Land Lübeck dann in das neu gegründete Land Schleswig-Holstein inkorporiert worden, womit Art. 29 GG anwendbar sei.
Das Bundesverfassungsgericht verwarf nach mündlicher Verhandlung und durchgeführtem Aufklärungsbeschluss die Beschwerde des Vereins als zwar zulässig, jedoch unbegründet. Zur Begründung führte es aus, dass der Art. 29 GG nur Gebietsänderungen nach dem 8. Mai 1945 betreffe. Die Verordnung Nr. 46 der britischen Militärregierung stamme zwar vom Jahre 1946, doch Lübeck sei zu diesem Zeitpunkt nicht wieder eigenständig gewesen und habe daher nicht erst durch die Verordnung seine Eigenständigkeit verloren; für die Argumentation des Vereins, dass nach Kriegsende die Selbstständigkeit Lübecks wiederhergestellt wurde, lägen keine Anzeichen vor.